# Copa de la Paz 2012
La Copa de la Paz 2012 de fútbol se disputó entre el 19 y el 22 de julio. Fue la 5ª edición y se celebrará en Suwon, Corea del Sur, lo que significa que el torneo está de regreso en el país donde empezó. En esta edición solo jugaron 4 equipos que se enfrentaron entre sí en una fase eliminatoria, donde los ganadores se enfrentaron entre sí en una final que se llevó a cabo el día 22 de julio, mientras los perdedores de la semifinal disputaron un partido por el tercer y cuarto puesto.
Tuvo algunos cambios grandes en comparación con las otras ediciones. En primer lugar, la cantidad de competidores se ha reducido drásticamente, pasando a 4 equipos. Por lo tanto los equipos de inmediato se enfrentaron entre sí en la fase de eliminación. El sorteo de estos partidos fueron realizados por los votos en la página web oficial. Debido a este cambio, el torneo tuvo una duración de 4 días en vez de un mes, al igual que ediciones anteriores y un total de 4 partidos se reprodujo. Sin embargo, el torneo fue la reaparición en Corea del Sur y todos los partidos se jugaron en el Suwon World Cup Stadium de Suwon.

## Cuadrangular

### Semifinales
| Local                 | Resultado | Visitante  |
| --------------------- | --------- | ---------- |
| Seongnam Ilhwa Chunma | 1 - 0     | Sunderland |
| Hamburgo              | 2 - 1     | Groningen  |

### Tercer lugar
| Local      | Resultado | Visitante |
| ---------- | --------- | --------- |
| Sunderland | 3 - 2     | Groningen |

### Final
| Local                 | Resultado | Visitante |
| --------------------- | --------- | --------- |
| Seongnam Ilhwa Chunma | 0 - 1     | Hamburgo  |

| Campeón             |
| Bandera de Alemania |
| Hamburgo            |
| 1º título           |

- Datos: Q116945